# Bidingen
Bidingen là một đô thị ở Ostallgäu bang Bayern thuộc nước Đức.